# Abram Dangulov
Abram Christoforovič Dangulov (in russo Абрам Христофорович Дангулов?; Armavir, 5 agosto 1900 – Mosca, 19 giugno 1967) è stato un allenatore di calcio e calciatore sovietico.
Nativo della russa Armavir, dove ha trascorso tutta la sua carriera da calciatore, ha allenato più volte lo Shakhtar Donetsk, lo Spartak Erevan e lo Spartak Mosca, che ha portato al successo nella Coppa sovietica del 1950, vinto dopo aver eliminato nettamente le avversarie: 7-0 al Kishinev, 3-1 allo Zenit Leningrado, 4-0 al CSKA Mosca e 3-0 alla Dinamo Mosca in finale.
Nel 1961 è consulente dello Spartak Krasnodar.

## Palmarès
- Coppa dell'URSS: 1

Spartak Mosca: 1950